# Saurabh Shukla
Saurabh Shukla (ur. 5 marca 1963) – indyjski aktor od 1994 roku grający w rolach drugoplanowych w filmach bollywoodzkich. Także reżyser i scenarzysta filmowy.

## Wybrana filmografia

### Aktor
- Kick (2014) - Ojciec Shainy
- Slumdog. Milioner z ulicy (2008) – Posterunkowy Srinivas
- Mithya (2008) – Shetty
- Dasvidaniya (2008) – Dasgupta
- Salaam-e-Ishq: A Tribute To Love (2007) – dotcom
- Lage Raho Munna Bhai (2006) – Batuk Maharaj
- Home Delivery: Aapko... Ghar Tak (2005) – Pandey, sąsiad Sani
- Yakeen (2005) – Chamanlal, prywatny detektyw
- Yuva (2004)
- Calcutta Mail (2003) – Ghatak
- Mere Yaar Ki Shaadi Hai (2002) – Lachhu Mama
- Moksha: Salvation (2001) – Kale, urzędnik
- Dil Pe Mat Le Yaar (2000) – Gaitoude, przyjaciel Rama
- Mohabbatein (2000)
- Hey Ram (2000) – Manohar Lalwani
- Baadshah (1999) – Saxena
- Taal (1999) (jako Saurab Shukla) – Bannerjee
- Zakhm (1998) – Gurdayal Singh
- Satya (1998) – Kallu Mama
- Kareeb (1998) – ojciec Birju
- Królowa bandytów (Bandit Queen, 1994) – Kailash

### Scenarzysta
- Mithya (2008)
- Salaam-e-Ishq: A Tribute To Love (2007)
- Mumbai Express (2005)
- Chehraa (2005)
- Mudda: The Issue (2003)
- Raghu Romeo (2003)
- Calcutta Mail (2003)
- Dil Pe Mat Le Yaar!! (2000)
- Satya (1998)

### Reżyser
- Mruk nie umie tańczyć (2010)
- Chehraa (2005)
- Mudda: The Issue (2003)